# 圣马丹德瓦拉马斯
圣马丹德瓦拉马斯（法語：Saint-Martin-de-Valamas，法語發音：[sɛ̃ maʁtɛ̃ də valamas]）是法国阿尔代什省的一个市镇，属于罗讷河畔图尔农区。

## 地名
该地名“Saint-Martin-de-Valamas”发音为[sɛ̃ maʁtɛ̃ də valamas]，末尾字母“s”发音，《世界地名翻译大辞典》与《世界地名译名词典》将其误译作“圣马丹-德瓦拉马”。
法语人名在日常人名译名以及《世界人名翻譯大辭典》、《法语姓名译名手册》等主流人名译名类书籍资料中多译作“马丁”，不过在《世界地名翻译大辞典》、《世界地名译名词典》和《法国地图册》等主流地名译名类书籍资料中多译作“马丹”。

## 地理
圣马丹德瓦拉马斯（44°56'14"N, 4°22'7"E）面积19.98 平方千米，位于法国奥弗涅-罗讷-阿尔卑斯大区阿尔代什省，该省份为法国东南部内陆省份，北起顺时针与卢瓦尔省、伊泽尔省、德龙省、沃克吕兹省、加尔省、洛泽尔省和上盧瓦爾省接壤。
与圣马丹德瓦拉马斯接壤的市镇（或旧市镇、城区）包括：阿孔、阿尔桑斯、沙内阿克、若纳克、马里亚克、圣让鲁尔、圣于连丹特尔。
圣马丹德瓦拉马斯的时区为UTC+01:00、UTC+02:00（夏令时）。

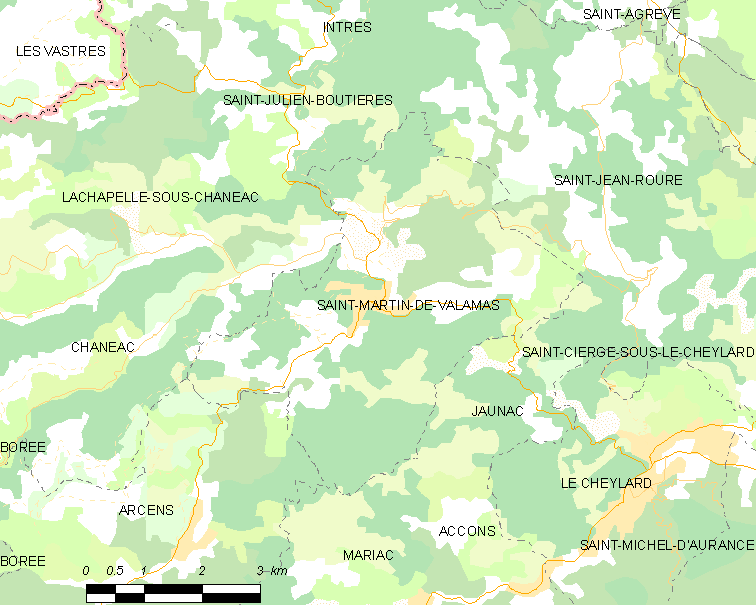
圣马丹德瓦拉马斯的OSM定位图

## 行政
圣马丹德瓦拉马斯的邮政编码为07310，INSEE市镇编码为07269。

## 政治
圣马丹德瓦拉马斯所属的省级选区为上埃里约县。

## 人口

1962-2008年间圣马丹德瓦拉马斯人口变化图示

圣马丹德瓦拉马斯于2022年1月1日时的人口数量为1084人。